# Manuel Losada Villasante
Manuel Losada Villasante (Carmona, provincia de Sevilla, 20 de diciembre de 1929) es un bioquímico y farmacéutico español.

## Biografía
Es un reconocido biólogo molecular, bioquímico, biólogo, fisiólogo y farmacéutico nacido en Carmona (Sevilla) en 1929. Se casó con Antonia Friend O'Callaghan y es padre de cuatro hijos. 
Fue discípulo de Severo Ochoa, se licenció y doctoró en Farmacia por la Universidad Complutense de Madrid, trabajando más adelante en la Universidad de Münster, y la Universidad de California, Berkeley, durante los años 50. 
Antes de ser nombrado catedrático de bioquímica de la Universidad de Sevilla, dirigió durante tres años el Instituto de Biología Celular del CSIC, donde ostentaría otros cargos de responsabilidad. Su interés investigador se centra en la fotosíntesis y otros sistemas bioquímicos de conversión de energía.
Ya retirado, se dedica a publicar artículos de investigación, religiosos y científicos.

## Premios y honores
- 2016: El Colegio de San Francisco de Paula, donde cursó sus últimos estudios preuniversitarios, rotuló el laboratorio de Bioquímica con su nombre.[2]
- 2009: Doctor Honoris Causa por la Universidad de Zaragoza (España).[3]
- 2008: Doctor honoris causa por la Universidad de Córdoba (España).
- 2006: Medalla de la Universidad de Sevilla.
- 2002: Doctor honoris causa por la Universidad de Huelva (España)
- 1999: su ciudad natal, Carmona, le puso su nombre a un instituto de enseñanza secundaria.
- 1997: Doctor honoris causa por la Universidad Pública de Navarra (España)
- 1995: Premio Príncipe de Asturias de Investigación Científica y Técnica.
- 1993: Hijo Predilecto de Andalucía.
- 1990: Premio Rey Jaime I de Investigación.
- 1988: Premio de Investigación Científica y Técnica Maimónides de la Junta de Andalucía.
- 1966: Elegido miembro de número de la Real Academia de Ciencias Exactas, Físicas y Naturales.[4] (Supernumerario desde 1980).[1]

Además se le han dedicado sendas calles en Sevilla y Osuna (Doctor Manuel Losada Villasante).